# Сигнальный пептид
Сигнальный пептид, или сигнальная последовательность, — короткая (от 3 до 60 аминокислот) аминокислотная последовательность в составе белка, которая обеспечивает котрансляционный или посттрансляционный транспорт белка в соответствующую органеллу (ядро, митохондрия, эндоплазматический ретикулум, хлоропласт, апопласт или пероксисома). После доставки белка в органеллу сигнальный пептид может отщепляться под действием специфической сигнальной протеазы.

## Типы сигнальных пептидов
| Органелла                                        | Аминокислотная последовательность                                                                                        |
| ------------------------------------------------ | --- |
| клеточное ядро                                   | -Pro-Pro-Lys-Lys-Lys-Arg-Lys-Val-                                                                                        |
| транспортировка к эндоплазматическому ретикулуму | H2N-Met-Met-Ser-Phe-Val-Ser-Leu-Leu-Leu-Val-Gly-Ile-Leu-Phe-Trp-Ala-Thr-Glu-Ala-Glu-Gln-Leu-Thr-Lys-Cys-Glu-Val-Phe-Gln- |
| задержка в эндоплазматическом ретикулуме         | -Pro-Pro-Lys-Lys-Lys-Arg-Lys-Val-                                                                                        |
| митохондрия (матрикс)                            | H2N-Met-Leu-Ser-Leu-Arg-Gln-Ser-Ile-Arg-Phe-Phe-Lys-Pro-Ala-Thr-Arg-Thr-Leu-Cys-Ser-Ser-Arg-Tyr-Leu-Leu-                 |
| пероксисома (PTS1)                               | -Ser-Lys-Leu-COOH |
| пероксисома (PTS2)                               | H2N-----Arg-Leu-X5-His-Leu-                                                                                              |